# Hernán Cadavid
Hernán Darío Cadavid Márquez (Barbosa, Antioquia; 26 de octubre de 1986) es un abogado y político colombiano. Miembro del partido Centro Democrático, fue electo representante a la Cámara por el departamento de Antioquia para el periodo 2022-2026.

## Biografía
Nació en Barbosa, Antioquia. Se graduó en Derecho de la Universidad de Medellín, donde también se especializó en Derecho Público y Acciones Constitucionales. Actualmente, es candidato a magíster en Derechos Humanos, Derecho Internacional Humanitario y Estudio de los Conflictos Armados en la Escuela Superior de Guerra.
Ha sido profesor invitado en varias instituciones de educación superior, incluyendo la Universidad de Medellín,  Universidad de Antioquia, Escuela Superior de Administración Pública, entre otras.

### Carrera política
Inició su carrera política como asesor legislativo en el Senado de la República, y más tarde fue director jurídico de la Oficina del Alto Comisionado Para la Paz de la Presidencia de la República. En 2016, fue autorizado por el Centro Democrático a presentar propuestas durante los diálogos de paz de La Habana, en Cuba.
En las elecciones del 2022, Cadavid fue electo como representante a la Cámara por Antioquia con 56 244 votos. Forma parte de la Comisión Constitucional Primera y la Comisión de Investigación y de Acusaciones.

### Actividad mediática
Cadavid ha tenido presencia en los medios de comunicación como panelista y columnista, ofreciendo análisis y opiniones sobre diversos temas políticos y judiciales de actualidad. Ha participado en programas de televisión y radio, así como en entrevistas para periódicos y revistas nacionales, tales como Semana, Teleantioquia, W Radio, El Tiempo y El Espectador, donde ha discutido decisiones judiciales, políticas gubernamentales y otros asuntos de interés público.